# Circuito de Guecho de 2014

O 69.º Circuito de Guecho (14.º Memorial Ricardo Otxoa) disputou-se a 31 de julho de 2014, sobre um traçado de 170 km. Dito percurso consistiu no tradicional circuito urbano de 17 km ao que se lhe deram 10 voltas, incluindo as pequenas mudanças estabelecidas desde a edição do 2011.

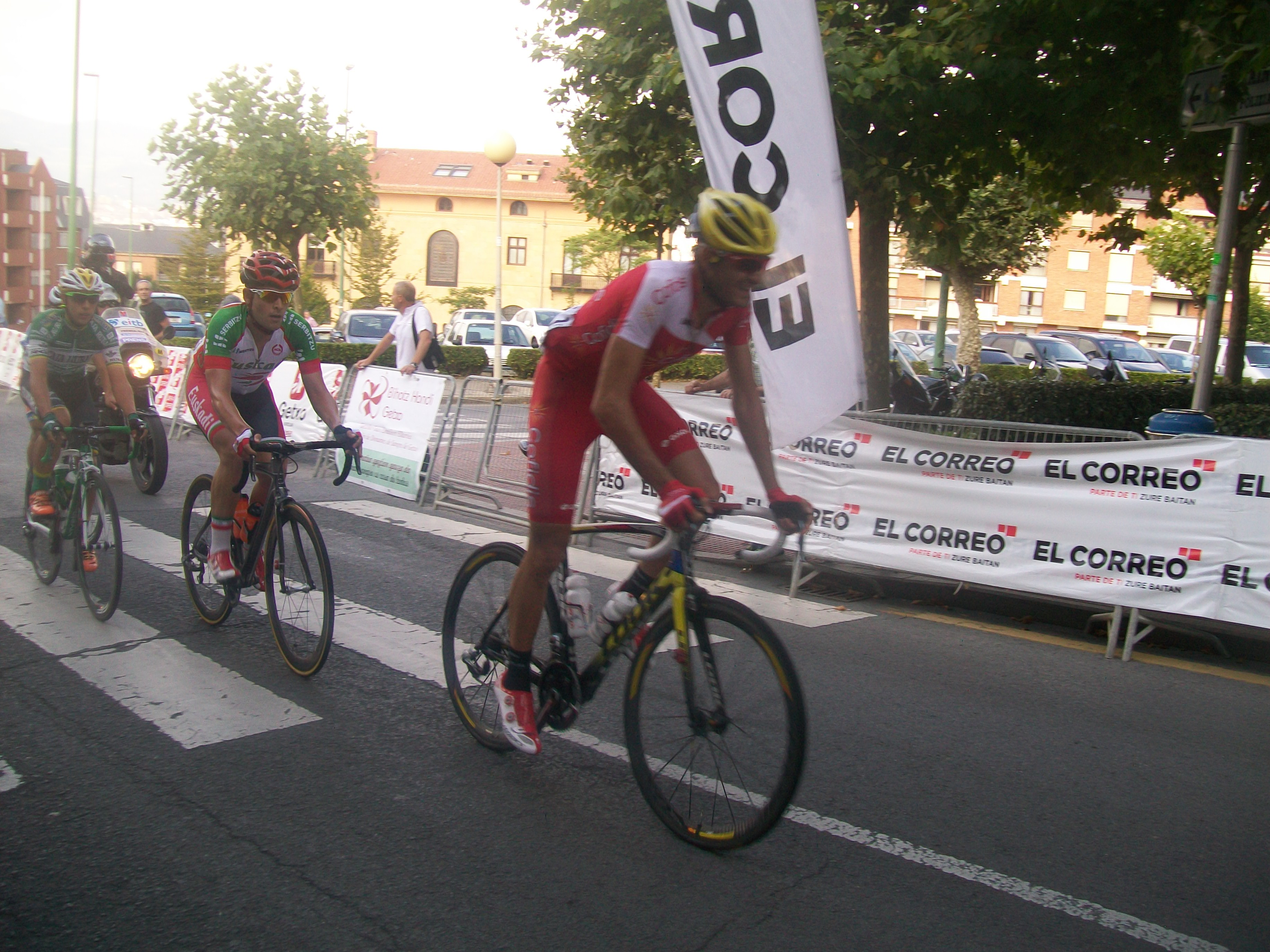
Yoann Bagot, Antonio Molina e Illart Zuazubiskar no grupo de escapados ao finalizar a 1.ª volta.

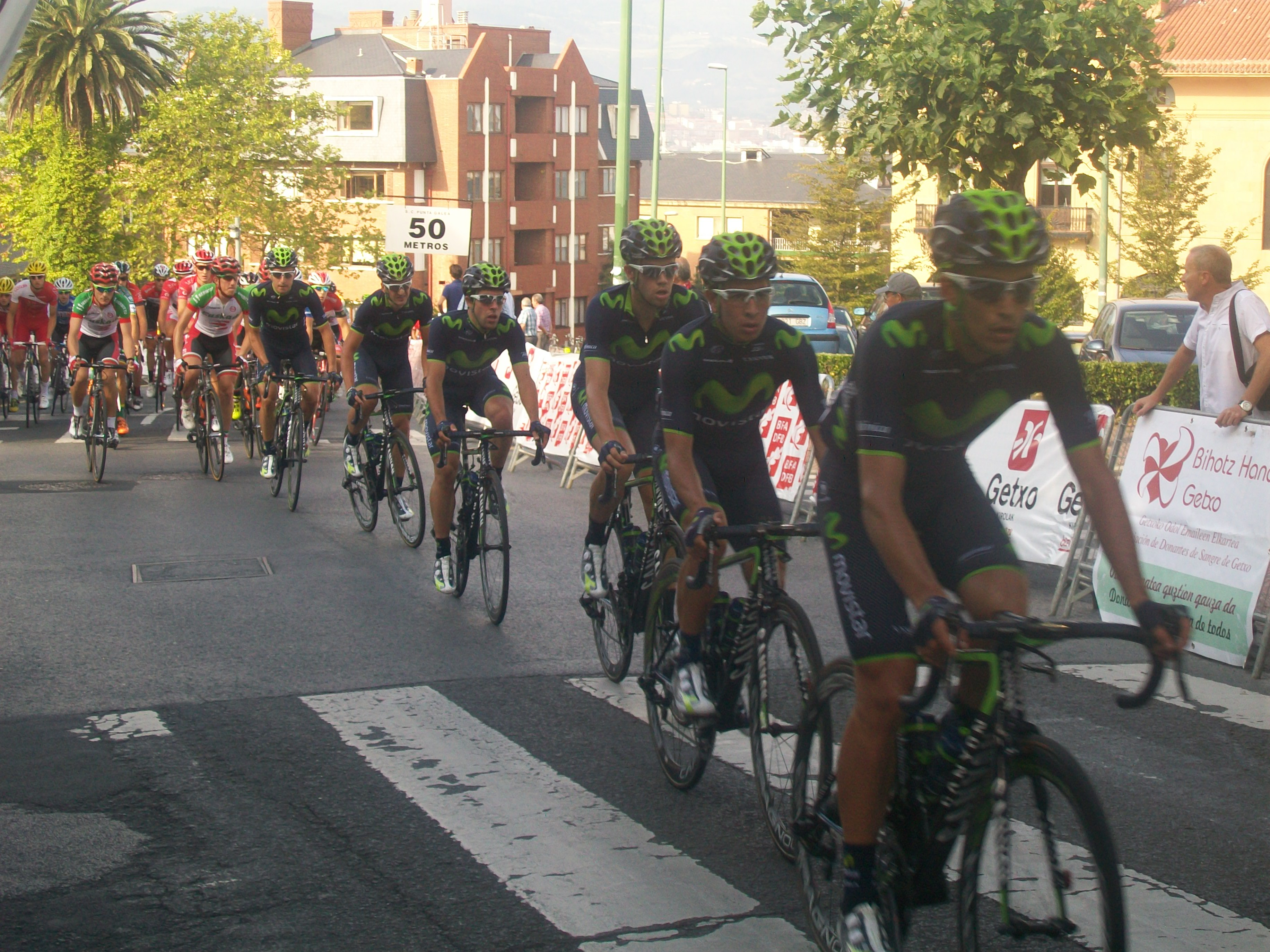
Movistar controlando a corrida

A prova pertenceu ao UCI Europe Tour de 2013-2014 dos Circuitos Continentais da UCI, dentro da categoria 1.1.
Participaram 9 equipas. A equipa espanhola de categoria UCI ProTeam (Movistar Team); o único de categoria Profissional Continental (Caja Rural-Seguros RGA); e os 2 de categoria Continental (Burgos-BH e Euskadi). Quanto a representação estrangeira, estiveram 5 equipas: o Profissional Continental do Cofidis, Solutions Crédits; e os Continentais do Area Zero Pro Team, MG Kvis-Trevigiani, Keith Mobel-Partizan e Alpha Baltic-unitymarathons.com. Formando assim um pelotão de 65 ciclistas, com entre 6 e 10 (Movistar) corredores a cada equipa, dos que acabaram 52. O director da corrida lamentou-se da ausência de muitas equipas de categoria ProTeam dizendo que "São várias as corridas que coincidem com a de Getxo às quais devem ir equipas profissionais"; no entanto, realmente a corrida só coincidiu com outra corrida à que podem participar equipas UCI ProTeam e Profissionais Continentais estrangeiros, a Volta a Portugal, onde só participou 1 equipa Profissional Continental (a Caja Rural-Seguros RGA) que também participou nesta prova.
A fuga principal da corrida protagonizaram-na Yoann Bagot, Antonio Molina quem ganhou a classificação da montanha, Delle Stele e Illart Zuazubiskar quem aguentaram quase as 8 primeiras voltas em cabeça. Depois de serem alcançados formou-se um grupo que parecia ser o que jogar-se-ia a prova com três corredores do Movistar (Jonathan Castroviejo, José Herrada e Dayer Quintana) e dois da Caja Rural-Seguros-RGA (Lluís Mas e Amets Txurruka) ao que posteriormente se lhes uniu Gianluca Leoardi e Andrei Nechita. No entanto, a pouca colaboração dos corredores do Movistar como consideraram que tinham melhores chances para ganhar no pelotão provocou um reagrupamento na última volta que aproveitou Carlos Barbero (depois de responder um ataque de Stéphane Poulhies) para impor-se ao sprint por adiante de Luca Chirico, segundo, que foi o único que pôde aguentar a sua roda. Completou o pódio Pello Bilbao, terceiro, que chegou a dois segundos encabeçando o resto do pelotão.
Nas outras classificações secundárias impuseram-se MG Kvis-Trevigiani (equipas), ao colocar aos 3 corredores necessários entre os 8 primeiros, Fernando Grijalba (neos) e Pello Bilbao (euskaldunes).

## Classificação final

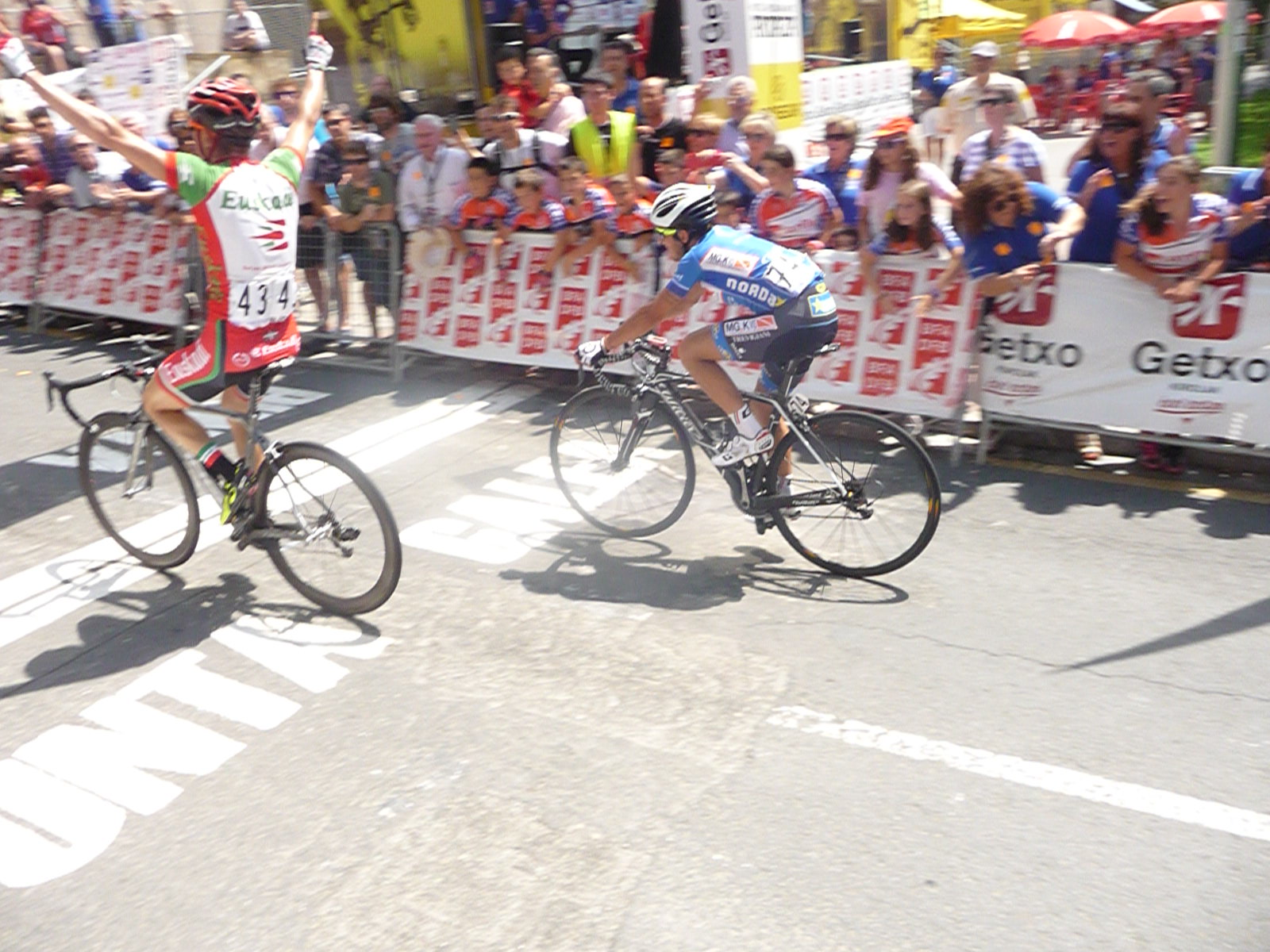
Carlos Barbero ganhando no Circuito de Guecho de 2014

| \| Posição \| Ciclista \| Equipa \| Tempo \| \| ------- \| ------------------ \| -------------------------- \| --------------- \| \| 1. \| Carlos Barbero \| Euskadi \| 4 h 00 min 28 s \| \| 2. \| Luca Chirico \| MG Kvis-Trevigiani \| m.t. \| \| 3. \| Pello Bilbao \| Caja Rural-Seguros RGA \| a 2 s \| \| 4. \| José Joaquín Rojas \| Movistar \| m.t. \| \| 5. \| Fabio Chinello \| Area Zero \| m.t. \| \| 6. \| Daniele Aldegheri \| MG Kvis-Trevigiani \| m.t. \| \| 7. \| Giovanni Visconti \| Movistar \| m.t. \| \| 8. \| Matteo Busato \| MG Kvis-Trevigiani \| m.t. \| \| 9. \| Beñat Intxausti \| Movistar \| m.t. \| \| 10. \| Stéphane Poulhies \| Cofidis, Solutions Crédits \| m.t. \| |                    |                            |                 |
| Posição | Ciclista           | Equipa                     | Tempo           |
| 1. | Carlos Barbero     | Euskadi                    | 4 h 00 min 28 s |
| 2. | Luca Chirico       | MG Kvis-Trevigiani         | m.t.            |
| 3. | Pello Bilbao       | Caja Rural-Seguros RGA     | a 2 s           |
| 4. | José Joaquín Rojas | Movistar                   | m.t.            |
| 5. | Fabio Chinello     | Area Zero                  | m.t.            |
| 6. | Daniele Aldegheri  | MG Kvis-Trevigiani         | m.t.            |
| 7. | Giovanni Visconti  | Movistar                   | m.t.            |
| 8. | Matteo Busato      | MG Kvis-Trevigiani         | m.t.            |
| 9. | Beñat Intxausti    | Movistar                   | m.t.            |
| 10. | Stéphane Poulhies  | Cofidis, Solutions Crédits | m.t.            |